# Byasa
Byasa is een geslacht van vlinders uit de familie van de pages, onderfamilie Papilioninae. De soorten uit dit geslacht komen met name voor in Zuidoost-Azië.

## Soorten
- Byasa adamsoni (Grose-Smith, 1886)
- Byasa alcinous (Klug, 1836)
- Byasa crassipes (Oberthür, 1893)
- Byasa daemonius (Alpheraky, 1895)
- Byasa dasarada (Moore, 1857)
- Byasa hedistus (Jordan, 1928)
- Byasa impediens (Rothschild, 1895)
- Byasa laos (Riley & Godfrey, 1921)
- Byasa latreillei (Donovan, 1826)
- Byasa mencius (C. & R. Felder, 1862)
- Byasa nevilli (Wood-Mason, 1882)
- Byasa plutonius (Oberthür, 1876)
- Byasa polla (de Nicéville, 1897)
- Byasa polyeuctes (Doubleday, 1842)
- Byasa rhadinus (Jordan, 1928)